# 苏桑
苏桑（法語：Soussans，法語發音：[susɑ̃]）是法国吉伦特省的一个市镇，属于莱斯帕尔梅多克区。

## 地理
苏桑（45°3'21"N, 0°41'57"W）面积13.55 平方千米，位于法国新阿基坦大区吉倫特省，该省份为法国西南部沿海省份，是法國本土面积最大的省，北起滨海夏朗德省，西临大西洋，南至朗德省，东南接洛特-加龍省，东临多爾多涅省。
与苏桑接壤的市镇（或旧市镇、城区）包括：阿尔桑、阿旺桑、戈里亚克、马尔戈-康特纳克、梅多克地区穆利斯、普拉萨克、维勒讷沃。

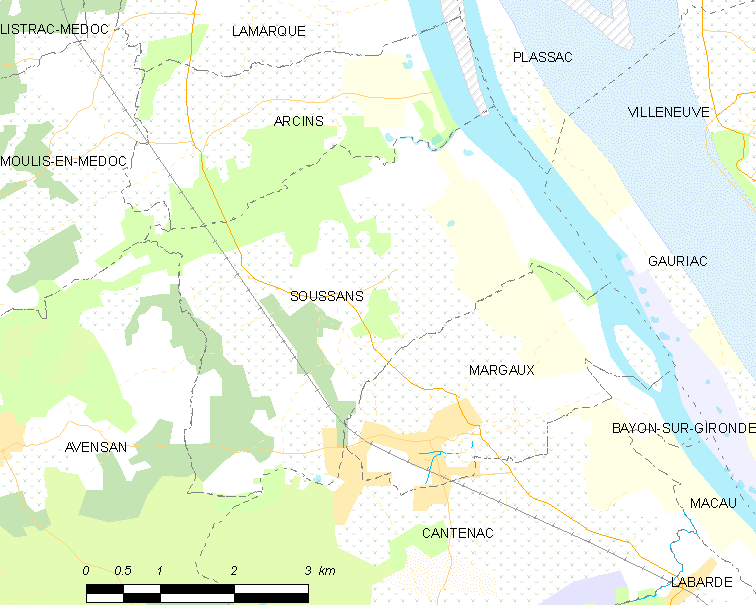
苏桑的OSM定位图

苏桑的时区为UTC+01:00、UTC+02:00（夏令时）。

## 行政
苏桑的邮政编码为33460，INSEE市镇编码为33517。

## 政治
苏桑所属的省级选区为南梅多克县。

## 人口

1962-2008年间苏桑人口变化图示

苏桑于2022年1月1日时的人口数量为1710人。